# Fred de Heij
Fred de Heij (né en 1960) est un auteur de bande dessinée et illustrateur néerlandais. Dessinateur réaliste extrêmement versatile, il travaille aussi bien pour les publications Disney que pour des magazines érotiques – dans ce dernier cas sous le pseudonyme Emiel Jansens.

## Récompense
- 2004 : Prix Stripschap, pour l'ensemble de son œuvre